# 1283
| [ Edytuj tabelę ]                          |                                                              |
| Książę Małopolski                          | - 1279 Leszek Czarny 1288                                    |
| Książę Wielkopolski                        | - 1273 Przemysł II 1296                                      |
| Król Albanii                               | - 1272 Karol I 1285                                          |
| Współksiążęta Andory                       | - 1278 Pere d'Urg 1293 - 1278 Roger Bernard I 1302           |
| Król Angkoru                               | - 1244 Dżajawarman VIII 1295                                 |
| Król Anglii                                | - 1272 Edward I 1307                                         |
| Król Aragonii i Walencji, hrabia Barcelony | - 1276 Piotr III Wielki 1285                                 |
| Margrabia Brandenburgii                    | - 1267 Konrad 1304 - 1267 Otto IV 1308                       |
| Książę Burgundii                           | - 1272 Robert II 1306                                        |
| Książę Dolnej Bawarii                      | - 1253 Henryk XIII 1290                                      |
| Książę Górnej Bawarii                      | - 1253 Ludwik II 1294                                        |
| Cesarz Bizancjum                           | - 1282 Andronik II Paleolog 1328                             |
| Car Bułgarii                               | - 1280 Jerzy I Terter 1292                                   |
| Cesarz Chin                                | - 1279 Kubilaj-chan 1294                                     |
| Król Cypru                                 | - 1267 Hugo III 1284                                         |
| Król Czech                                 | - 1278 Wacław II 1305                                        |
| Król Danii                                 | - 1259 Eryk Glipping 1286                                    |
| Władca Egiptu                              | - 1279 Kalawun 1290                                          |
| Cesarz Etiopii                             | - 1270 Jykuno Amlak 1285                                     |
| Król Francji                               | - 1270 Filip III Śmiały 1285                                 |
| Król Gruzji                                | - 1271 Dymitr II Ofiarny 1289                                |
| Hrabia Holandii                            | - 1256 Floris V 1296                                         |
| Cesarz Japonii                             | - 1274 Go-Uda 1287                                           |
| Kalif                                      | - 1262 Al-Hakim bi-Amr Allah 1302                            |
| Król Kastylii i Leónu                      | - 1252 Alfons X Mądry 1284                                   |
| Patriarcha Konstantynopola                 | - 1275 Jan XI Bekkos 1289 - 1283 Grzegorz II Cypryjczyk 1289 |
| Władca Korei                               | - 1274 Ch’ungnyŏl 1308                                       |
| Wielki książę litewski                     | - 1282 Dowmunt 1285                                          |
| Sułtan Maroka                              | - 1259 Abu Jusuf Jakub 1286                                  |
| Książę Moskwy                              | - 1283 Daniel Aleksandrowicz 1303                            |
| Król Nawarry                               | - 1274 Joanna I z Nawarry 1284                               |
| Król Norwegii                              | - 1280 Eryk II Wróg Księży 1299                              |
| Hrabia Palatynatu                          | - 1253 Ludwik II Bawarski 1294                               |
| Papież                                     | - 1281 Marcin IV 1285                                        |
| Król Portugalii                            | - 1279 Dionizy I 1325                                        |
| Sułtan Rumu                                | - 1282 Masud II 1284                                         |
| Książę Rusi halickiej                      | - 1270 Lew I 1300                                            |
| Cesarz Rzymski (niemiecki)                 | - 1257 Alfons z Kastylii 1284 - 1273 Rudolf I Habsburg 1291  |
| Książę Saksonii                            | - 1260 Albrecht II 1298                                      |
| Król Serbii                                | - 1282 Stefan Urosz II 1321                                  |
| Król Singasari                             | - 1268 Kertanagara 1292                                      |
| Król Szkocji                               | - 1249 Aleksander III 1286                                   |
| Król Szwecji                               | - 1275 Magnus I Birgersson Ladulås 1290                      |
| Doża Wenecji                               | - 1280 Giovanni Dandolo 1289                                 |
| Król Węgier                                | - 1272 Władysław IV Kumańczyk 1290                           |
| Wielki mistrz zakonu krzyżackiego          | - 1283 Burkhard von Schwanden 1290                           |

Rok 1283 / MCCLXXXIII
stulecia: XII wiek ~
XIII wiek ~
XIV wiek

lata: 1273 «
1278 «
1279 «
1280 «
1281 «
1282 «
1283
» 1284
» 1285
» 1286
» 1287
» 1288
» 1293

## Wydarzenia w Polsce
- miał miejsce najazd litewski na Gostynin[1].
- Zwycięstwo Leszka Czarnego nad Litwinami.
- Koniec podboju Prus przez zakon krzyżacki. Od chwili, kiedy pierwsze oddziały krzyżackie pod wodzą mistrza krajowego Hermanna von Balk przekroczyły zachodnią granicę kraju, minęło pół wieku. Między Wisłą a Niemnem powstało nowe państwo niemieckie. Pragnąc wzmocnić żywioł niemiecki, Krzyżacy sprowadzali i obdarowywali przywilejami ludność z terenów Cesarstwa, przede wszystkim mieszczan i chłopów. Pruscy szlachcice, którzy przyjęli chrzest i nie uczestniczyli w powstaniach, zachowali prawa i stanowili warstwę drobnego rycerstwa. Prześladowane chłopstwo pruskie popadło w niewolę i masowo ginęło. W początkowym okresie zakon wzbraniał mu nawet zawierania małżeństw.
- Wzmiankowanie wsi Wojski.
- 2 października – Żerków otrzymał prawa miejskie.
- 17 grudnia – wnuczka księcia szczecińskiego, Ludgarda, żona Przemysła II, została z rozkazu męża lub za jego zgodą zamordowana w Poznaniu.
- 19 grudnia – w kościele franciszkańskim w Kaliszu odbyła się konsekracja Jakuba Świnki na arcybiskupa gnieźnieńskiego.
- 28 grudnia – książę wielkopolski Przemysł II ufundował w Poznaniu klasztor dominikanek, darując im wsie Piątków, Rudnicę i Zaparcice oraz jezioro Gostynińskie.
- Pierwsza wzmianka o Ostrzeszowie. Było to miasto królewskie na szlaku handlowym Wrocław–Kalisz–Toruń. Prawa miejskie otrzymał w r. (lokacja miejscowości w latach 1283)
- Pleszew w województwie wielkopolskim otrzymał prawa miejskie, stając się prawowitym miastem funkcjonującym do dziś.
- Brandenburczycy niszczą gród Pyrzyce

## Wydarzenia na świecie
- 1 czerwca:
  - król Neapolu i Sycylii Karol I i król Aragonii i Walencji Piotr III przybyli z rozmysłem o różnych godzinach na miejsce wyznaczonego pojedynku w Bordeaux, którego stawką miało być panowanie nad Sycylią, po czym obaj ogłosili swoje zwycięstwo.
  - pod naciskiem stanów Albrecht I, współrządzący dotychczas z młodszym bratem Rudolfem, został ogłoszony samodzielnym księciem Austrii.
- 13 czerwca – Lubeka, Wismar, Rostock, Stralsund, Greifswald, Szczecin, Demmin, Anklam, książę Saksonii-Lauenburg Jan I, książęta meklemburscy, książę pomorski Bogusław IV i książę rugijski Wisław II zawarli w Rostocku pokój ziemski skierowany przeciwko Brandenburgii.
- 8 lipca – nieszpory sycylijskie: morska bitwa koło Malty.
- Anklam przystąpiło do Hanzy.
- Początek wojen Litwy z właściwymi Krzyżakami. Poprzednio toczyli walki jedynie z zakonem kawalerów mieczowych.

## Urodzili się
- Delfina de Signe – francuska tercjarka franciszkańska, błogosławiona katolicka (zm. 1358)

## Zmarli
- 30 listopada – bł. Jan z Vercelli, włoski dominikanin, generał zakonu (ur. ok. 1205)
- między 11 a 14 grudnia – Ludgarda Meklemburska, żona Przemysła II (ur. 1260/1261)[2]
- data dzienna nieznana:
  - Filip I de Courtenay, tytularny cesarz Łaciński (ur. 1243)[3]